# Katorga
Katorga (från medeltida grekiska katergon, κάτεργον, på ryska ка́торга), var ett system av arbetsläger i tsarryssland. Katorga började byggas under 1600-talet och var föregångare till Gulag-lägren i Sovjetunionen.

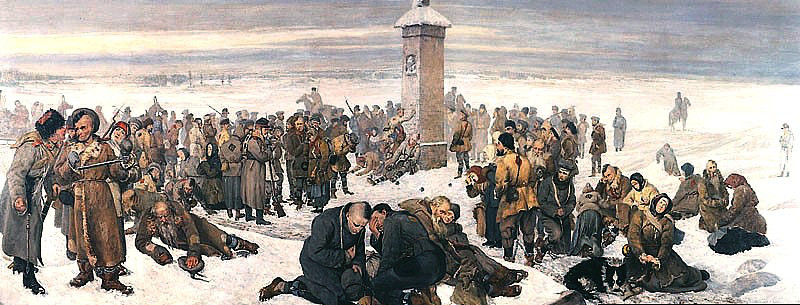
Farväl Europa av Aleksander Sochaczewski